# São Jorge de Vizela
São Jorge de Vizela é uma localidade portuguesa do Município de Felgueiras que foi sede da extinta Freguesia de São Jorge de Vizela, freguesia que tinha 1,09 km² de área e 574 habitantes (2011), e, por isso, uma densidade populacional de 526,6 hab/km².

A Freguesia de São Jorge de Vizela foi extinta em 2013, no âmbito de uma reforma administrativa nacional, para, em conjunto com a Freguesia de Vila Fria, formar uma nova freguesia denominada União das Freguesias de Vila Fria e Vizela (São Jorge) com a sede em Vila Fria. 

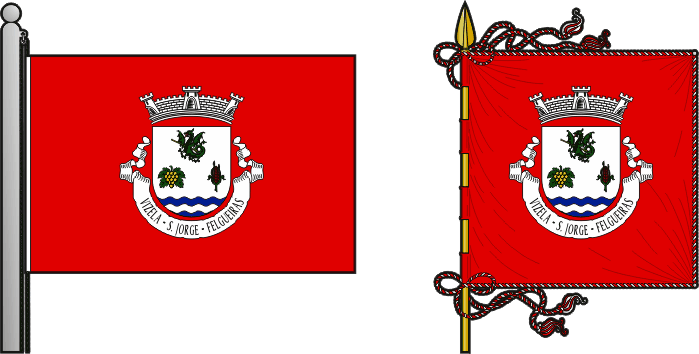
Bandeira de Vizela São Jorge

## História
Em 1258 era conhecida por S. Jorge de Cela e estava na posse da Ordem do Hospital. Habitada desde tempos pré-romanos, nesta freguesia existiu também um povoamento castrejo, no qual Martins Sarmento recolheu entre outros materiais a já célebre estátua do guerreiro galaico(…):
São Jorge de Cela foi das primeiras designações desta localidade. Pelo menos é assim que surge nas Inquirições de D. Dinis. Toda a história da freguesia está relacionada com a sua vizinha de Santo Adrião. A sua origem e formação como freguesia prende-se com o «Mandamento de Riba-Vizela», ordenado no século X por D. Gonçalo Mendes, Conde Portucalense. Hoje o seu nome é S. Jorge de Riba-Vizela, apesar de por muitos ser conhecida de S. Jorge de Vizela. No interior da Igreja Paroquial é possível admirar uma bela pintura de São Jorge em madeira que está na sacristia e ainda um altar do século XVI com belas pinturas da vida de Cristo. O rio Vizela banha a extremidade da freguesia e a sua história está ligada à vizinha Santo Adrião de Riba-Vizela, pertencente ao Município de Vizela. 
Fez parte do antigo concelho de Barrosas , extinto em 1852 e em 1853, data em que passou a fazer parte do município de Felgueiras.

## Antiga toponímia

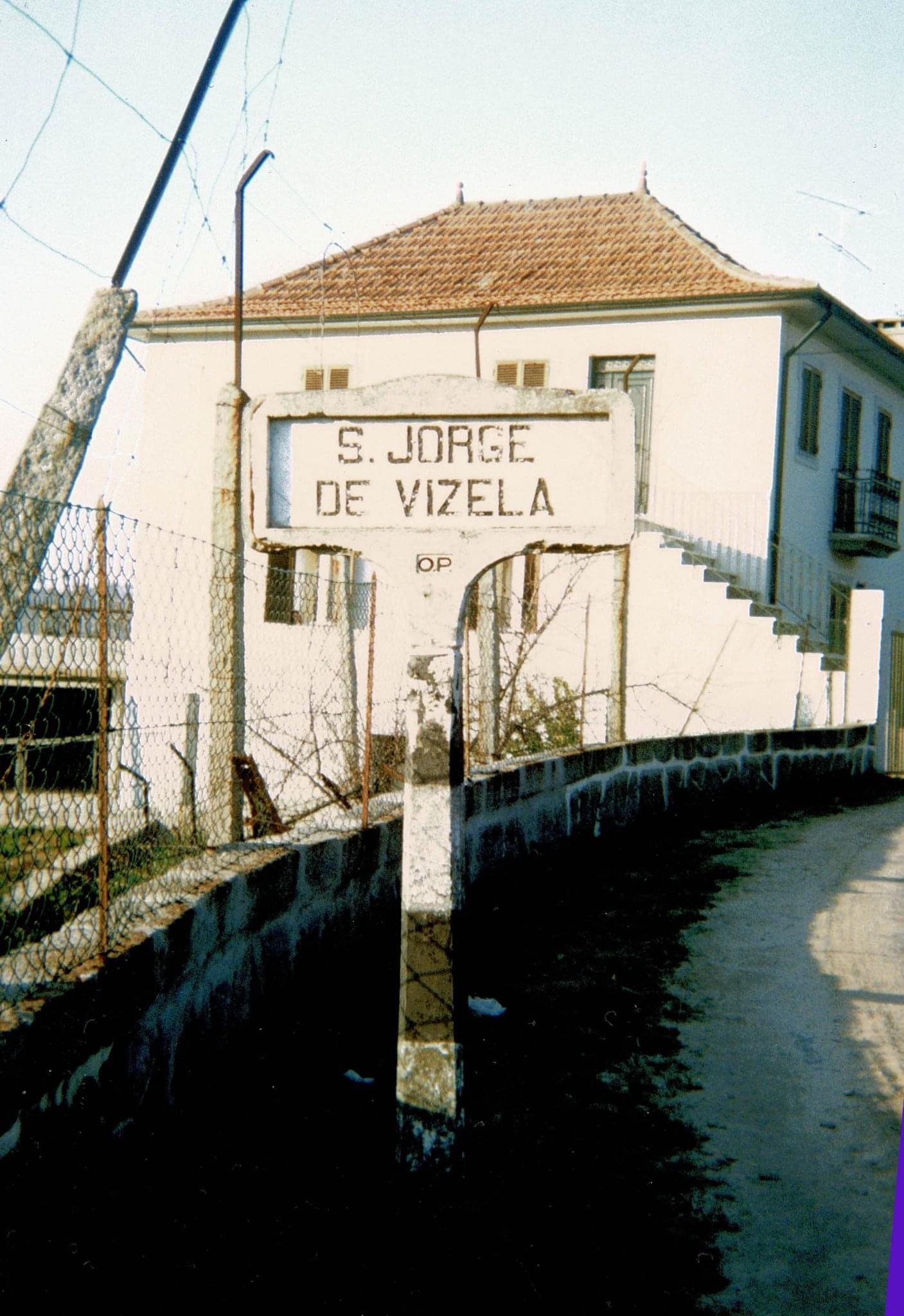
São Jorge de Vizela

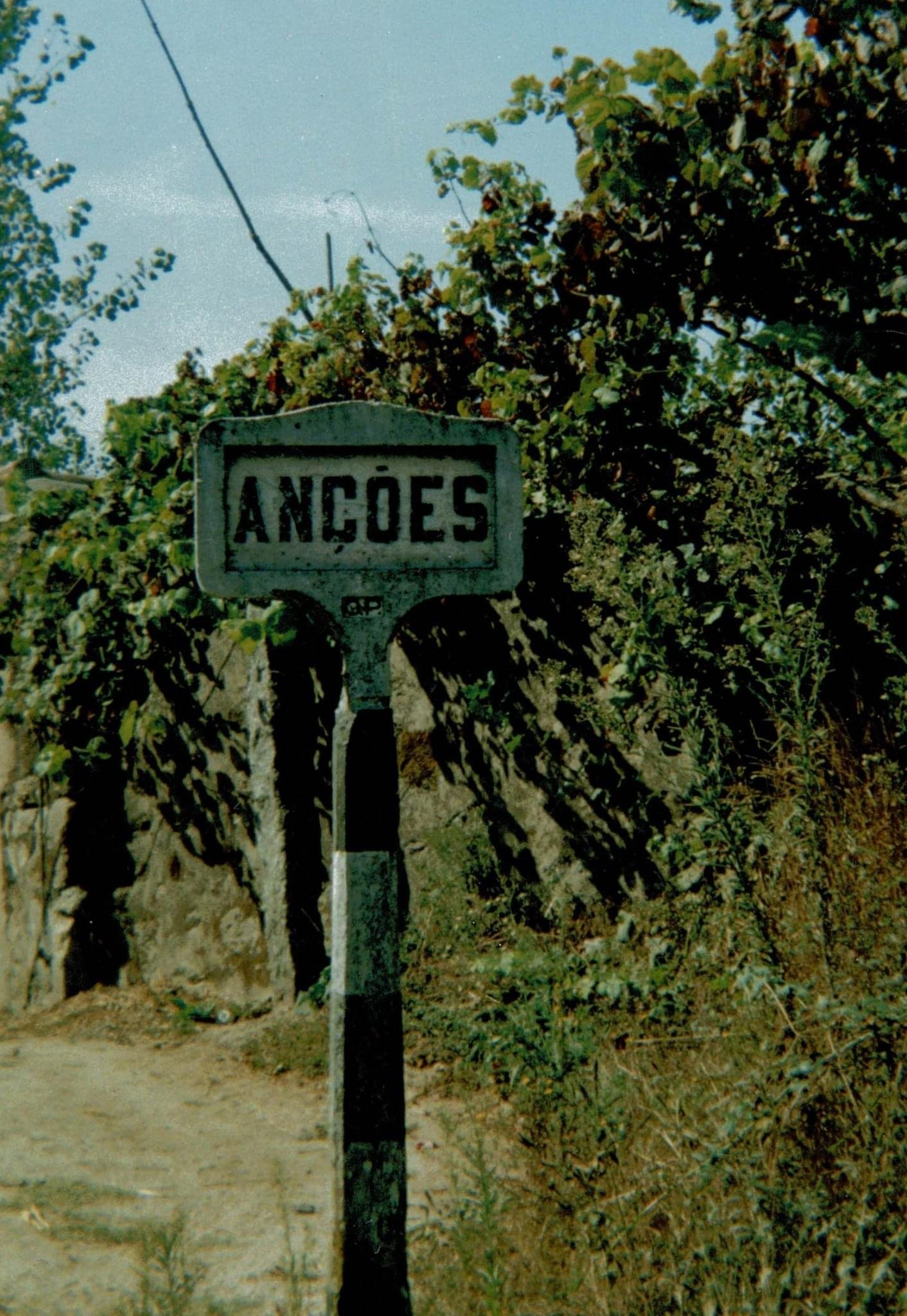
Antigo lugar chamado Anções, pertencente a São Jorge de Vizela

- "Naquele Tempo”, as terras que tinham uma Estrada Nacional, ou, estrada do Estado, como também se dizia, disfrutavam de alguns privilégios. Aquelas vias eram fator de progresso. O território circunvizinho, no que a vias de circulação respeita, pouco dispunha para além dos caminhos de carro de bois. Placas toponímicas, só naquelas vias se encontravam. Eram as ditas constituídas por uma estrutura de betão armado, sendo o letreiro gravado sobre uma folha de mármore. Um aspeto interessante: o letreiro estava nas duas faces, a placa situava-se ao centro da localidade em causa, lugar ou freguesias, sendo que, dessa forma informava em qualquer sentido que se circulasse. Até o estado sabia poupar… Aquela sigla “O.P.”, como se descodifica? Obras públicas? Para memória futura aqui ficam estas imagens, que sem dúvida, são de outros tempos. | Antiga toponímia São Jorge de Vizela

## Descobertas
- Estátua do guerreiro galaico

Descrição:

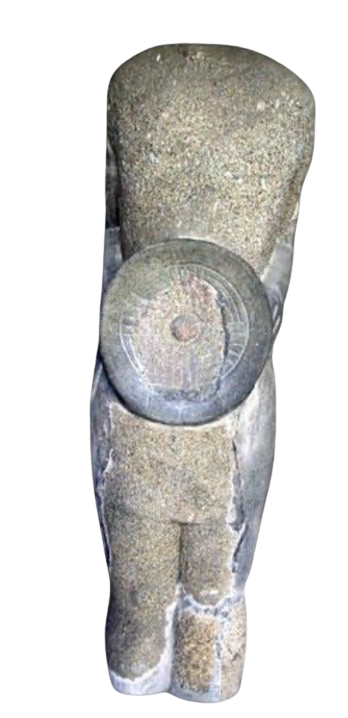
Estátua Guerreiro Galaico São Jorge de Vizela

Estátua de guerreiro, em granito, recolhida do adro da Igreja de S. Jorge de Vizela, Felgueiras.
Estas esculturas, datáveis do final da Proto-história, pretenderam homenagear, ou mesmo heroicizar, determinadas personagens associadas às virtudes de combate e valor militar. São representações individuais de um guerreiro envergando uma túnica, presa com um cinto. Do mesmo pende uma falcata, ou uma espada curta. Segurada pelas mãos e ocultando parte do tronco, vê-se a caetra, pequeno escudo circular. As estátuas têm, por vezes, torques no pescoço e viriae nos braços, características da indumentária dos guerreiros.
- Formato

Mede atualmente 1,70 de altura. Antes de sofrer a mutilação deveria atingir a altura de 2,40.
- Abrangência espacial

Adro da igreja da freguesia de S. Jorge de Vizela, Felgueiras.
Encontra-se atualmente exposta no claustro do Museu Arqueológico da SMS.
Referências:
Nas Religiões da Lusitânia, de J. L. vasconcelos, III, p. 43 e ss., e 615, encontra - se uma extensa bibliografia destas estátuas; vidêe também O Archeologo Português, II, p. 29 a 32, VII, p. 23, VIII, p. 1, XIII. p. 202 ss. XX, p. 1 a 16: Portugália, 1, 832; Subsídios para um catálogo da Escultura luso - romana, de J. L. M. Matos, p. 88 - 90.

## População
| População da freguesia de Vizela (São Jorge) | População da freguesia de Vizela (São Jorge) | População da freguesia de Vizela (São Jorge) | População da freguesia de Vizela (São Jorge) | População da freguesia de Vizela (São Jorge) | População da freguesia de Vizela (São Jorge) | População da freguesia de Vizela (São Jorge) | População da freguesia de Vizela (São Jorge) | População da freguesia de Vizela (São Jorge) | População da freguesia de Vizela (São Jorge) | População da freguesia de Vizela (São Jorge) | População da freguesia de Vizela (São Jorge) | População da freguesia de Vizela (São Jorge) | População da freguesia de Vizela (São Jorge) | População da freguesia de Vizela (São Jorge) |
| -------------------------------------------- | -------------------------------------------- | -------------------------------------------- | -------------------------------------------- | -------------------------------------------- | -------------------------------------------- | -------------------------------------------- | -------------------------------------------- | -------------------------------------------- | -------------------------------------------- | -------------------------------------------- | -------------------------------------------- | -------------------------------------------- | -------------------------------------------- | -------------------------------------------- |
| 1864                                         | 1878                                         | 1890                                         | 1900                                         | 1911                                         | 1920                                         | 1930                                         | 1940                                         | 1950                                         | 1960                                         | 1970                                         | 1981                                         | 1991                                         | 2001                                         | 2011                                         |
| 230                                          | 239                                          | 257                                          | 243                                          | 250                                          | 235                                          | 278                                          | 310                                          | 369                                          | 481                                          | 372                                          | 450                                          | 523                                          | 596                                          | 574                                          |

| Distribuição da População por Grupos Etários | Distribuição da População por Grupos Etários | Distribuição da População por Grupos Etários | Distribuição da População por Grupos Etários | Distribuição da População por Grupos Etários | Distribuição da População por Grupos Etários | Distribuição da População por Grupos Etários | Distribuição da População por Grupos Etários | Distribuição da População por Grupos Etários | Distribuição da População por Grupos Etários |
| -------------------------------------------- | -------------------------------------------- | -------------------------------------------- | -------------------------------------------- | -------------------------------------------- | -------------------------------------------- | -------------------------------------------- | -------------------------------------------- | -------------------------------------------- | -------------------------------------------- |
| Ano                                          | 0-14 Anos                                    | 15-24 Anos                                   | 25-64 Anos                                   | > 65 Anos                                    |                                              | 0-14 Anos                                    | 15-24 Anos                                   | 25-64 Anos                                   | > 65 Anos                                    |
| 2001                                         | 133                                          | 87                                           | 325                                          | 51                                           |                                              | 22,3%                                        | 14,6%                                        | 54,5%                                        | 8,6%                                         |
| 2011                                         | 105                                          | 73                                           | 322                                          | 74                                           |                                              | 18,3%                                        | 12,7%                                        | 56,1%                                        | 12,9%                                        |